# Barakamon
Barakamon (яп. ばらかもん баракамон, букв. «Баракамон» (на диалекте Гото (Пяти островов) значит «непоседа»)) — манга в жанре повседневность Сацуки Ёсино и одноименное аниме, снятое на студии Kinema Citrus.
Handa-kun, спин-офф манги о жизни Сэйсю Ханда в старшей школе, появилась в печати в ноябре 2013 в журнале компании Square Enix Monthly Shonen Gangan. До этого история несколько лет выходила под названием Barakamon. После чего было заявлено о создании аниме. Funimation лицензировала видео релиз. В феврале 2014 Yen Press анонсировала выход Barakamon в США.

## Сюжет
Сэйсю Ханда — профессиональный каллиграф. Вспылив в ответ на критику директора выставки, обвинившего его в конформизме, Ханда ударил пожилого человека. В результате он стал персоной нон грата и был вынужден уехать жить на остров Фукуэ, расположенный в группе островов Гото, в деревню, где и пытался найти новый стиль письма.

## Персонажи
Сэйсю Ханда (яп. 半田 清舟 Ханда Сэйсю:) — главный герой. 23-летний каллиграф. Настоящее имя — Сэй Ханда (яп. 半田 清 Ханда Сэй). Занимается каллиграфией с детства, учась у своего отца. Обучался писать строго в традиционном стиле. На очередном конкурсе каллиграфии его работа была раскритикована директором выставки именно за консервативность и неоригинальность. В порыве гнева Сэйсю не сдержался и ударил директора кулаком в лицо, за что в наказание был отослан своим отцом жить на острова Гото для того, чтобы «остудить пыл». Является по-детски вспыльчивым и пугливым. Жители деревни уважительно называют его «сэнсэй» (яп. 先生). 
Сэйю: Дайсукэ Оно
Нару Котоиси (яп. 琴石 なる Котоиси Нару) — 7-летняя ученица начальной школы. Ещё до приезда Сэйсю облюбовала его дом в качестве своей «базы». Весёлая и энергичная, любит играть с Сэйсю и ловить жуков. 
Сэйю: Судзуко Хара
Мива Ямамура (яп. 山村 美和 Ямамура Мива) — 14-летняя ученица средней школы, подруга Тамако и Нару. Так же до приезда Сэйсю часто бывала в его доме, поэтому сделала пять дубликатов ключа от него (один из которых был утерян и позднее найден Сэйсю). 
Сэйю: Нодзоми Фуруки
Тамако Араи (яп. 新井 珠子 Араи Тамако) — 14-летняя ученица средней школы. Мечтает стать мангакой, однако имеет своеобразное представление о жанре сёнэн, считая, что в нём сильно не хватает жестокости. Интересуется яоем, но отказывается это признавать. Постоянно присматривается к Хиро и Сенсею. Носит очки. Владеет одним из ключей от дома Сэйсю. 
Сэйю: Руми Окубо
Хироси Кидо (яп. 木戸 浩志 Кидо Хироси) — сын главы деревни. Ученик старшей школы. Никогда ни в чем не выкладывался в полную силу, поэтому всегда получал средний результат. Был категорически против того, чтоб его родители кормили Ханду, но после встречи полностью изменил о нем свое мнение. Увидев старания Ханды, Хиро тоже стал более усердным. Постоянно носит сенсею еду, иногда сам ему готовит. Выручает чернилами и, как и все, беспокоится о его здоровье и настроении. 
Сэйю: Коки Утияма
Хина Кубота (яп. 久保田 陽菜 Кубота Хина) — лучшая подруга Нару. Крайне застенчивая девочка, неразговорчивая и боится незнакомцев. Поначалу боялась и Сэйсю, но вскоре полюбила его и стала регулярно приходить к нему вместе с Нару.
Сэйю: Рина Эндо
Кэнтаро Охама (яп. 大浜 謙太郎 О:хама Кэнтаро:) — друг Нару. Энергичный и задиристый мальчик с бритой головой. Начиная с первой встречи задирал и Сэйсю, но вскоре тоже с ним подружился.
Сэйю: Сэйя Кимура
Акихико Араи (яп. 新井 明彦 Араи Акихико) — младший брат Тамако. Ученик 6 класса младшей школы. Носит очки. Не расстаётся с портативной игровой приставкой. Всегда серьёзен, ведя себя временами более взросло, нежели Сэйсю. Помогает в местном магазине. Имеет прозвище Акки (яп. あっきー).
Сэйю: Мэгуми Хан
Юдзиро Кидо (яп. 木戸 裕次郎 Кидо Ю:дзиро:) — глава деревни. Дружил с отцом Сэйсю, когда тот тоже жил в этой деревне. Отец Хироси. Жители деревни обращаются к нему готё (яп. 郷長 го:тё:, «глава деревни»).
Сэйю: Тануки Сугино
Икко Сакамото (яп. 坂本 一行 Сакамото Икко:) — заместитель директора местной школы. Любит рыбалку, безответственен, постоянно курит и небрежно одевается. По мнению Сэйсю, абсолютно не подходит для своей должности. Жители деревни обращаются к нему кёто (яп. 教頭 кё:то:, «завуч», «зам. директора»).
Сэйю: Фумихико Татики
Такао Кавафудзи (яп. 川藤 鷹生 Кавафудзи Такао) — друг Сэйсю, живёт в Токио, работает его арт-дилером. Знаком с Сэйсю со средней школы. Носит очки, имеет татуировку ястреба на левом плече. Помогает Сэйсю в его работе, доставая всё ему необходимое. Приехав в деревню, был воспринят местными жителями как преступник. Очень быстро пьянеет.
Сэйю: Дзюнъити Сувабэ
Косукэ Кандзаки (яп. 神崎 康介 Кандзаки Ко:сукэ) — 18-летний каллиграф, поклонник Сэйсю. На одном из конкурсов занимает первое место, обойдя Сэйсю, который из-за этого впадает в депрессию. Вместе с Такао приезжает в деревню, чтобы увидится с Сэйсю и убедить его снова продолжить писать в традиционном стиле и вернуться в Токио.
Сэйю: Юки Кадзи
Косаку Котоиси (яп. 琴石 耕作 Котоиси Ко:саку) — дедушка Нару. Первым из местных жителей знакомится с Сэйсю, подвозя его из аэропорта в деревню. Сам Сэйсю обращается к нему, как «дедушка Нару» (яп. なるのじいちゃん нару но дзи:тян).
Сэйю: Хироси Ито
Ивао Ямамура (яп. 山村 巌 Ямамура Ивао) — отец Мивы. Эксцентричный и вспыльчивый человек. Своей внешностью и поведением вызвал у Сэйсю образ бандита. Владелец яхты под названием «Юигадокусон» (яп. 唯我独尊丸 Юигадокусон-мару, «Единственный святой»). Заставляет Сэйсю нанести название яхты на борт.
Сэйю: Ацуси Оно
Сэймэй Ханда (яп. 半田 清明 Ханда Сэймэй) — отец Сэйсю. Отправляет сына в наказание на острова Гото, где сам жил, будучи в его возрасте. 
Сэйю: Косукэ Мэгуро
Эми Ханда (яп. 半田 えみ Ханда Эми) — мать Сэйсю. Изначально была против идеи отправки сына на остров. После приезда Сэйсю в Токио, старалась убедить его остаться дома и не возвращаться в деревню, но в конце концов меняет мнение и разрешает уехать. 
Сэйю: Ёсино Такамори

## Аниме
Аниме адаптация манги Kinema Citrus выпущено в эфир 5 июля 2014. Открывающая тема сериала "Rashisa" (яп. らしさ) SUPER BEAVER, закрывающая — «Innocence» NoisyCell. Музыка — Кэндзи Каваи

### Список серий
Большинство серий имеют два варианта названия, совпадающих по смыслу, но написанных на литературном японском и на диалекте островов Гото (группа диалектов  Хитику). Для записи названий на диалекте Гото используется только кана.
| № серии | Название | Трансляция в Японии |
| ------- | --- | ------------------- |
| 1       | Весёлый ребёнок «Баракакодон / Гэнкина Кодомо» (ばらかこどん / 元気な子供)                                     | 6 июля 2014         |
| 2       | Надоеда «Якамасика / Урусай» (やかましか / うるさい)                                                           | 13 июля 2014        |
| 3       | Праздник бросания моти «Хитонмоти / Ойвай дэ Нагэрарэру Моти» (ひとんもち / お祝いで投げられる餅)              | 20 июля 2014        |
| 4       | Островные папы «Симан Онцандон / Сима но Оядзитати» (しまんおんつぁんどん / 島の親父たち)                      | 27 июля 2014        |
| 5       | Идём плавать в море «Ун ни Оэгии / Уми ни Оёги ни Ику» (うんにおえぎいっ / 海に泳ぎに行く)                     | 3 августа 2014      |
| 6       | Парни из Токио «Ёсонмон / То:кё:-кара Кита Яцура» (よそんもん / 東京から来た奴ら)                              | 10 августа 2014     |
| 7       | Первоклассная рыба «Хисан-Иво / Ко:кю: на Сакана» (ひさんいを / 高級な魚)                                      | 17 августа 2014     |
| 8       | Буддийский молельный танец «Ондэ / Нэмбуцу Одори» (オンデ / 念仏踊り)                                          | 24 августа 2014     |
| 9       | Почти серьёзная травма «Окэга Макуттисита / О:кэга Сисо: ни натта» (おけがまくっちした / 大怪我しそうになった) | 6 сентября 2014     |
| 10      | Пойдём вместе «Датти Икодэ / Минна дэ Ико:» (だっちいこで / みんなで行こう)                                    | 13 сентября 2014    |
| 11      | Я в Токио «То:кё: ни имасу / Ёсэо» (東京にいます / よせおっ)                                                   | 20 сентября 2014    |
| 12      | Счастливое возвращение «Каэттэ Китэ Урисика» (かえってきてうりしか)                                            | 27 сентября 2014    |